# コスモスコンピューター
株式会社コスモスコンピューター（英: COSMOS COMPUTER）は、かつて存在した日本のPCゲームメーカー。

## 略歴
東京都中野区の中野ブロードウェイ内にあったパソコンショップが母体で、並行して飲食店も経営していた。社名の「コスモス」には、パソコンショップが宇宙のコスモス、飲食店が花のコスモスと、2つの意味が込められていた。
主にNECのPC-8801シリーズやPC-9801シリーズ向けのソフト供給をメインとしていたが、1987年頃まではシャープのX1シリーズ、富士通のFM-7シリーズ、MSXなどへも移植を行っていた。
代表的なゲームには『レジオナルパワー』やコンシューマー機にも移植された麻雀ゲーム『武蔵』、日本初のリアルタイムロールプレイングゲーム『カレイジアス・ペルセウス』等がある。プロジェクトEGGにて当時のゲームが公開されている。
アダルトゲームブランドとして「RISE」「うえぽん」「ルナーソフト」を立ち上げていた。また、ゲーム会社としては先進的な取り組みをいくつか行っており、レジオナルパワーの拡張パックであるシナリオ集発売やBBSの開局などがあった。BBSの内容としては同社ゲームの攻略やレジオナルパワーのオリジナル兵器の開発設定法等地方からのアクセスも活発だった。

## 主な作品

### コスモスコンピューター
1983年
- WW-III 架空第三次世界大戦 (PC-88/SLG)

1984年
- ミスターライオン (PC-88/ACG)
- カレイジアス・ペルセウス (PC-88/RPG) - ドラゴンスレイヤー、ハイドライドよりも発売が若干早く、史上初のリアルタイムロールプレイングゲームとされる。

1985年
- 戦闘伝説エルフ (PC-88/ACG)
- レッドスタック (PC-88/STG)
- 聖女伝説 (PC-88/AVG)

1986年
- 聖女ぱにっく (PC-88/AVG) - 聖女伝説の続編
- 超戦士ザイダー　バトル オブ ペガス (MSX/ACG)
- 超戦士ザイダー　大惑星ユング 魔神の侵攻 (PC-88/ACG)

1987年
- 億万長者シリーズ
  - 億万長者 (PC-88/SLG)
  - 億万長者2 (1990/PC-98/SLG)
  - 億万長者3 (1992/PC-98/SLG)
  - 億万長者への道（1998/Windows 95/SLG）

1988年
- 麻雀最強武蔵 (PC-98/TBG) - 有名人データ集も発売
- ウォーニング (PC-98/RPG)
- キング・オブ・マジック (PC-98/SLG)

1990年
- レジオナルパワーシリーズ
  - レジオナルパワー (PC-98/SLG) - シナリオ集も発売
  - レジオナルパワー2 (1992/PC-98/SLG) - シナリオ＆エディタセットも発売
  - レジオナルパワー3 (1993/PC-98/SLG)

1991年
- 魔彩子雀 (PC-98/TBG)

1993年
- 影忍伝 (PC-98/RPG)
- マジクリメント　なりゆきまかせの虹色勇者 (PC-98/RPG)

1994年
- パワーダービー (PC-98/SLG)

発売中止
- Siva-22 (1985/PC-88/STG)
- ストレンジャー　鏡の国の異邦人 (1987/PC-88/SLG)
- スターベアラーズ (1997/PC-98/RPG)

### RISE
- RISE